# 都梦县
都梦县，中国古县名。
西汉汉武帝元鼎六年（前111年）平定西南夷夜郎国，置都梦县，治所在今云南文山县境。辖境包括今云南省文山、砚山、西畴、麻栗坡等县市一带，属牂柯郡，位于牂柯郡正南部的县，南邻交趾郡。东汉废。 